# Sonate pour violon et piano no 2 de Tailleferre
Pour les articles homonymes, voir Sonate pour violon et piano.
La Sonate pour violon et piano no 2 est une sonate pour violon et piano de la compositrice française Germaine Tailleferre, écrite en 1951.

## Structure
L'œuvre se compose de trois mouvements :
1. Allegro non troppo
2. Adagietto
3. Finale : Allegro